# Parc provincial Wabakimi
Le parc provincial Wabakimi (anglais : Wabakimi Provincial Park) est un parc provincial de l'Ontario (Canada) situé au nord-ouest du lac Nipigon. Il comprend un vaste réseau de 2 000 km de lacs et de rivières. Il a une superficie de 8,920 km2, ce qui en fait le second parc de l'Ontario en superficie.